# Uma thurmanae
Uma thurmanae — вид ящірок з родини фринозомових. Названий на честь Уми Каруни Турман, американської акторки за її благодійний внесок та сприяння збереження дикої природи і прав людини.

## Опис
Uma thurmanae — морфологічно криптичний вид, який не демонструє жодних відомих фіксованих морфологічних відмінностей від інших видів у комплексі, але його можна відрізнити від цих інших видів за статистичними відмінностями в морфологічних ознаках й по аналізу ДНК.
Спина з вічкоподібним візерунком. Окремі вічка — приблизно круглі й бежеві, кожна з іржавою центральною плямою і променистими лініями, оточена чорним. Бічні вічка вирівняні в ряди так, що їхні чорні межі утворюють ламані чорні поздовжні лінії. Нижня частина тулуба кремового кольору і незаплямована, за винятком двох чорних вентролатеральних плям. Кінцівки світлішого кольору, зі світлим фоном і темно-коричневими та сірими плямами. Є 8 чорних міток вентрально на хвості.

## Спосіб життя
Це низинний, денний, комахоїдний вид, що спеціалізуються на житті на гнаних вітрами пісках, подібно до інших представників клади Uma.

## Розповсюдження
Мешкає на південному заході Аризони; населяє могавкові дюни (англ. Mohawk Dunes).